# Сэцубун

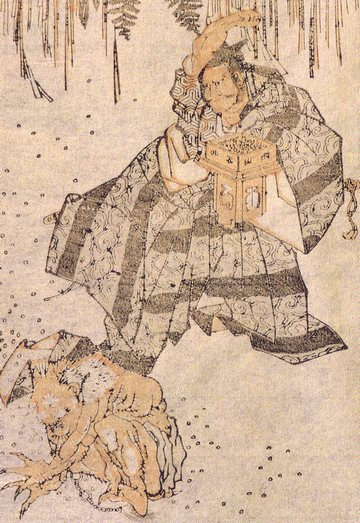
Демон Сэцубун (из манги Хокусая)

В Японии праздник Сэцубун (яп. 節分 разделение сезонов) — последний день перед началом каждого сезона, но обычно его относят к наступлению весны. Фактически — японский Новый год по лунному календарю. Следующий день называется риссюн (яп. 立春).
В зависимости от года, отмечается 2, 3, либо 4 февраля, и является частью фестиваля наступления весны Хару-мацури (яп. 春祭). 
Праздник связан с ритуалом изгнания демонов они, заключающемся в ритуальном разбрасывании бобов. Для этого используются соевые бобы, которые разбрасываются как дома возле камиданы, так и в буддистских и синтоистских храмах по всей Японии. Жареные соевые бобы дома обычно разбрасывает мужчина, родившийся в год соответствующего животного по лунному календарю, но иногда специально приглашают прославленных людей, борцов сумо, майко. В храмах бобы нередко заворачивают в золотую или серебряную фольгу. Этот ритуал называется мамэмаки (яп. 豆撒き букв. разбрасывание бобов). При этом произносится магическая фраза Они-ва сото! Фуку-ва ути! — «鬼は外! 福は内!» (Демоны вон! Счастье в дом!). Бросание бобов в чёрта должно отогнать злых духов и злые намерения, а также помогает провести предстоящий год в благополучии и добром здравии. В последние годы многие буддийские и синтоистские храмы приглашают на сэцубун артистов и других известных людей.
Исторически праздник относился к региону Кансай, но затем распространился на всю Японию. В настоящее время соевые бобы иногда заменяют арахисом.
Есть традиция, связанная с празднованием Сэцубун, — в этот день принято есть неразрезанные роллы эхо-маки, загадывая желания. В настоящее время говорят, что «в ночь Сецубуна, чтобы исполнилось желание нужно его загадать и, представив в воображении, съесть эхо-маки, не произнося слов». Некоторые считают, что нужно «есть с закрытыми глазами» или «есть смеясь».
Кроме буддизма и синтоизма этот день считается священным также и в Оомото-кё.

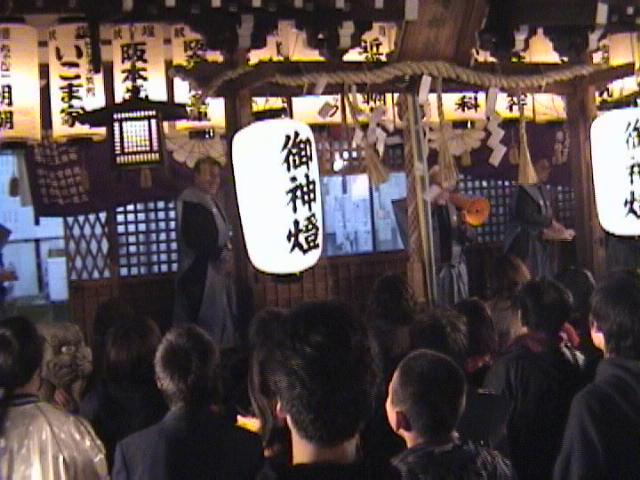
Сэцубун в храме Токуан
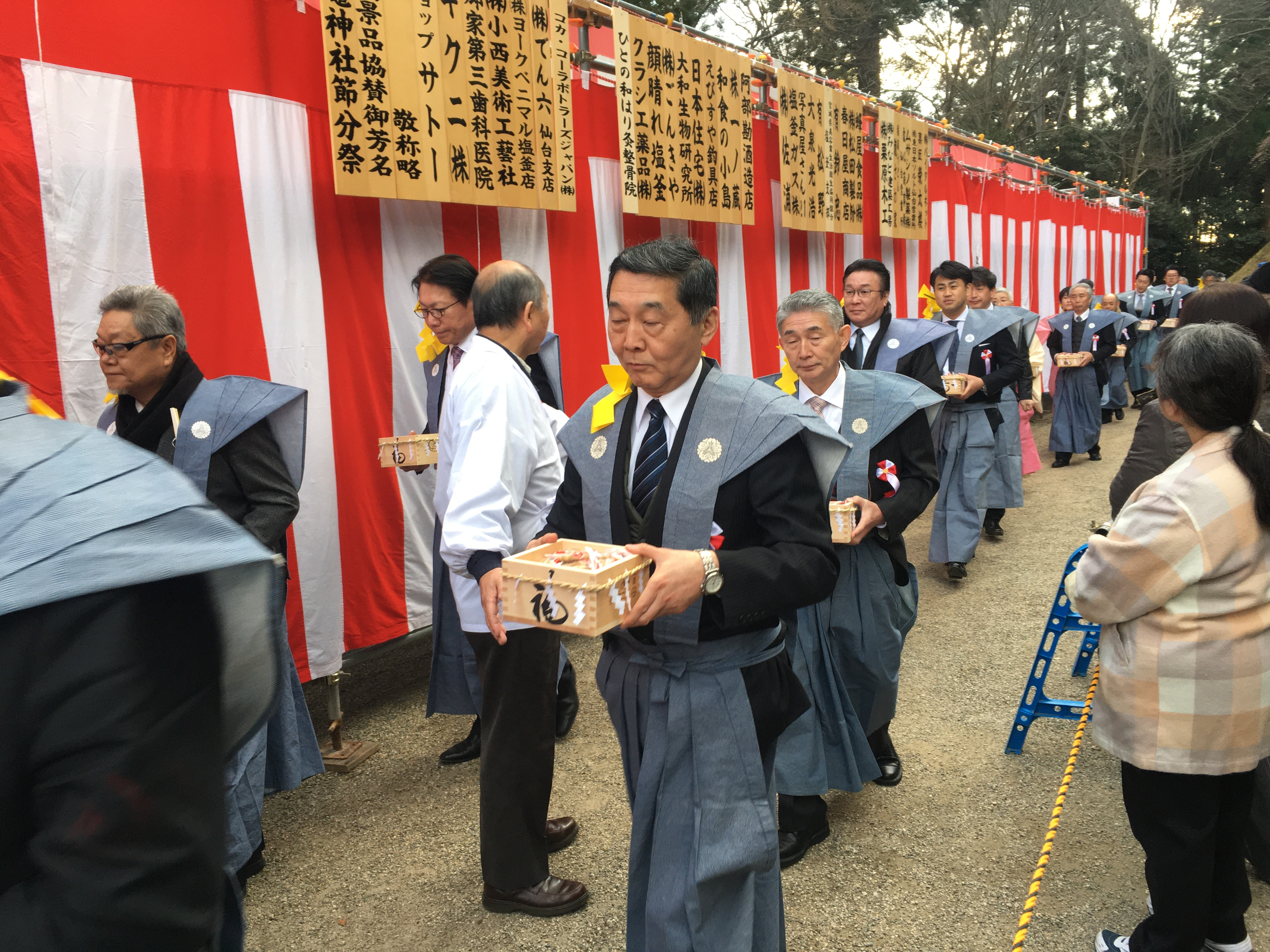
Подготовка к процедуре разбрасывания бобов (процессия почётных гостей)
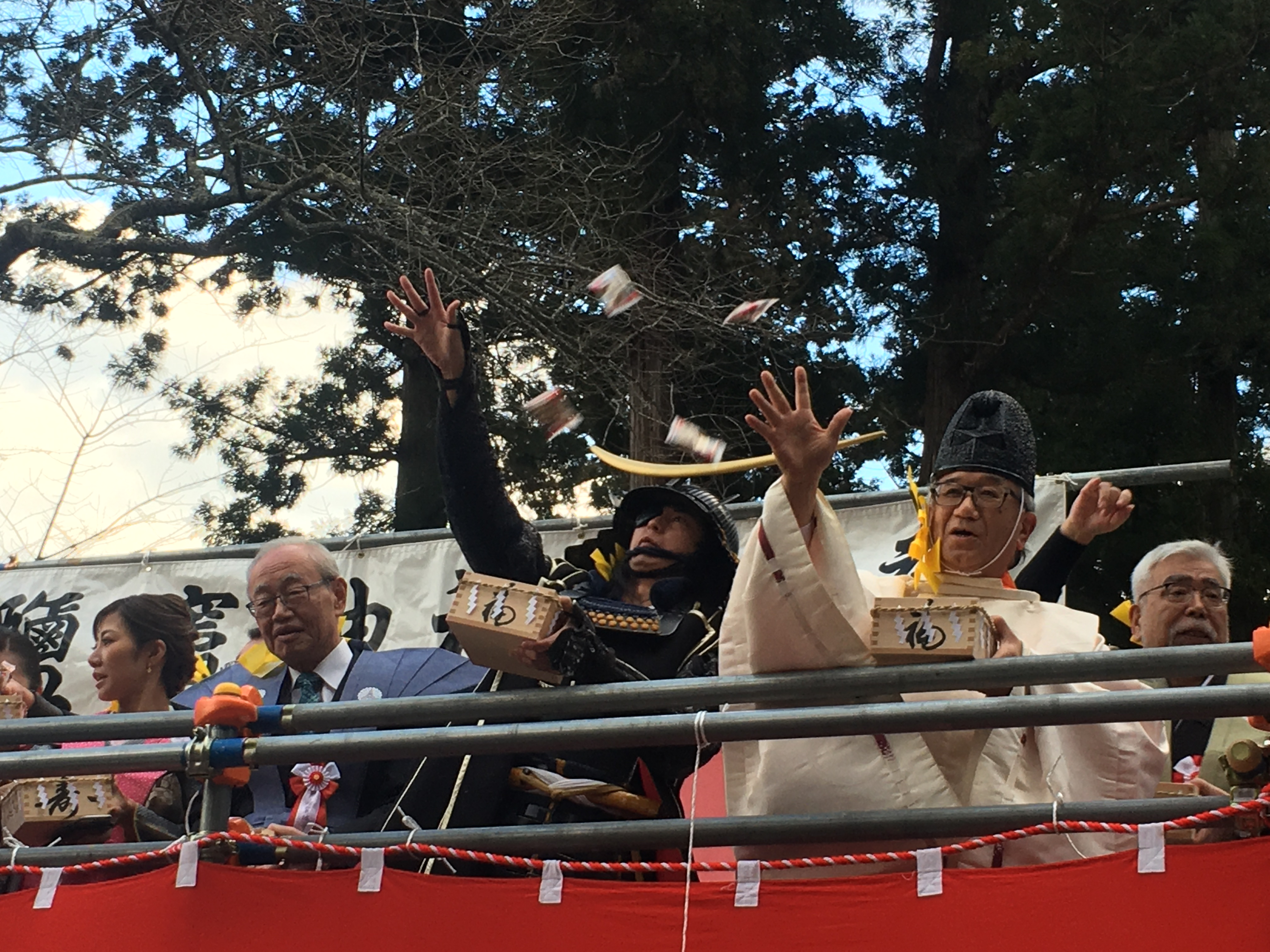
Разбрасывание бобов на празднике Сэцубун в храме Сиогама-дзиндзя
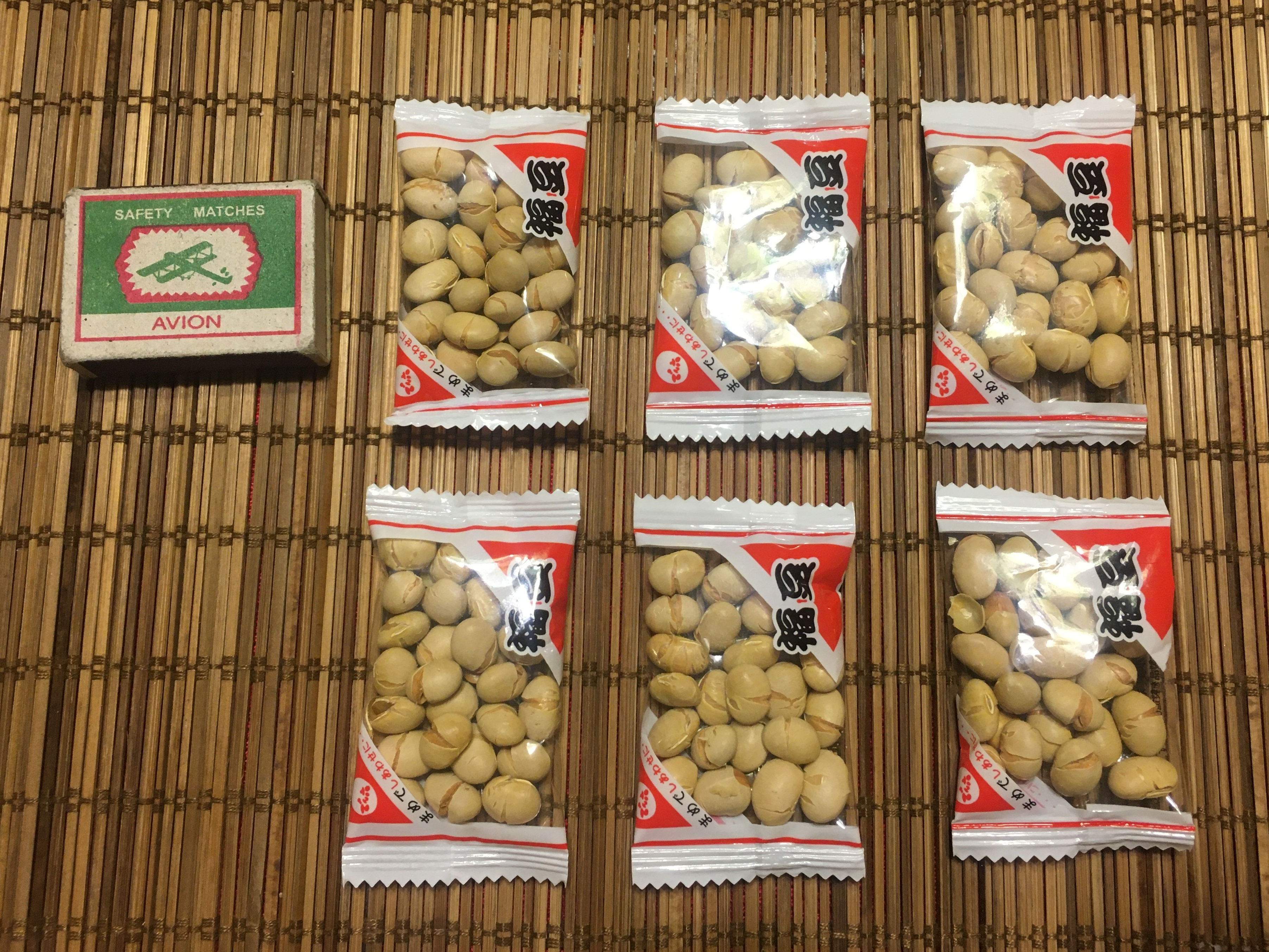
Упаковки бобов, разбрасываемые в настоящее время на празднике Сэцубун
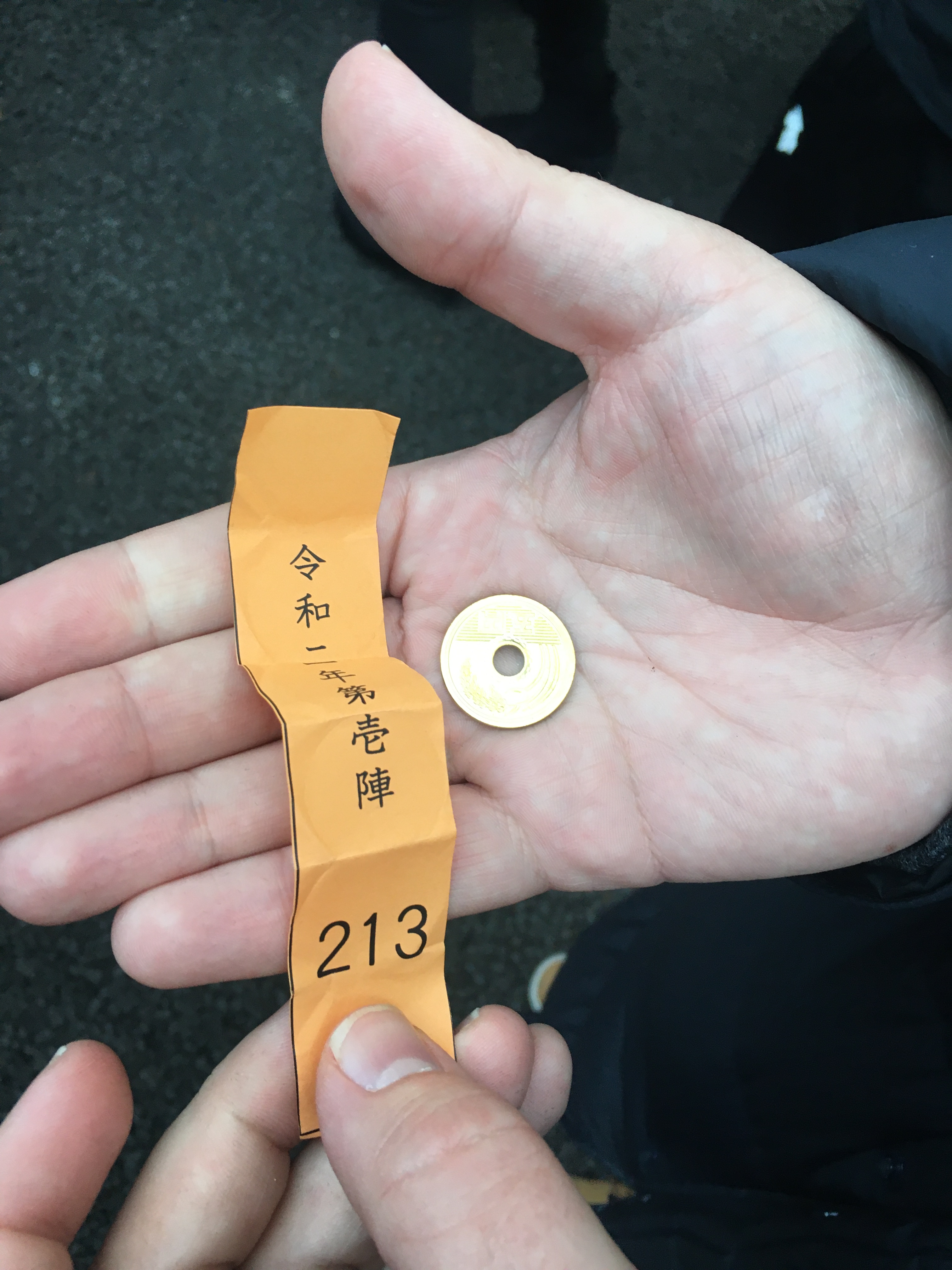
Билет на приз и счастливая монета с праздника Сэцубун
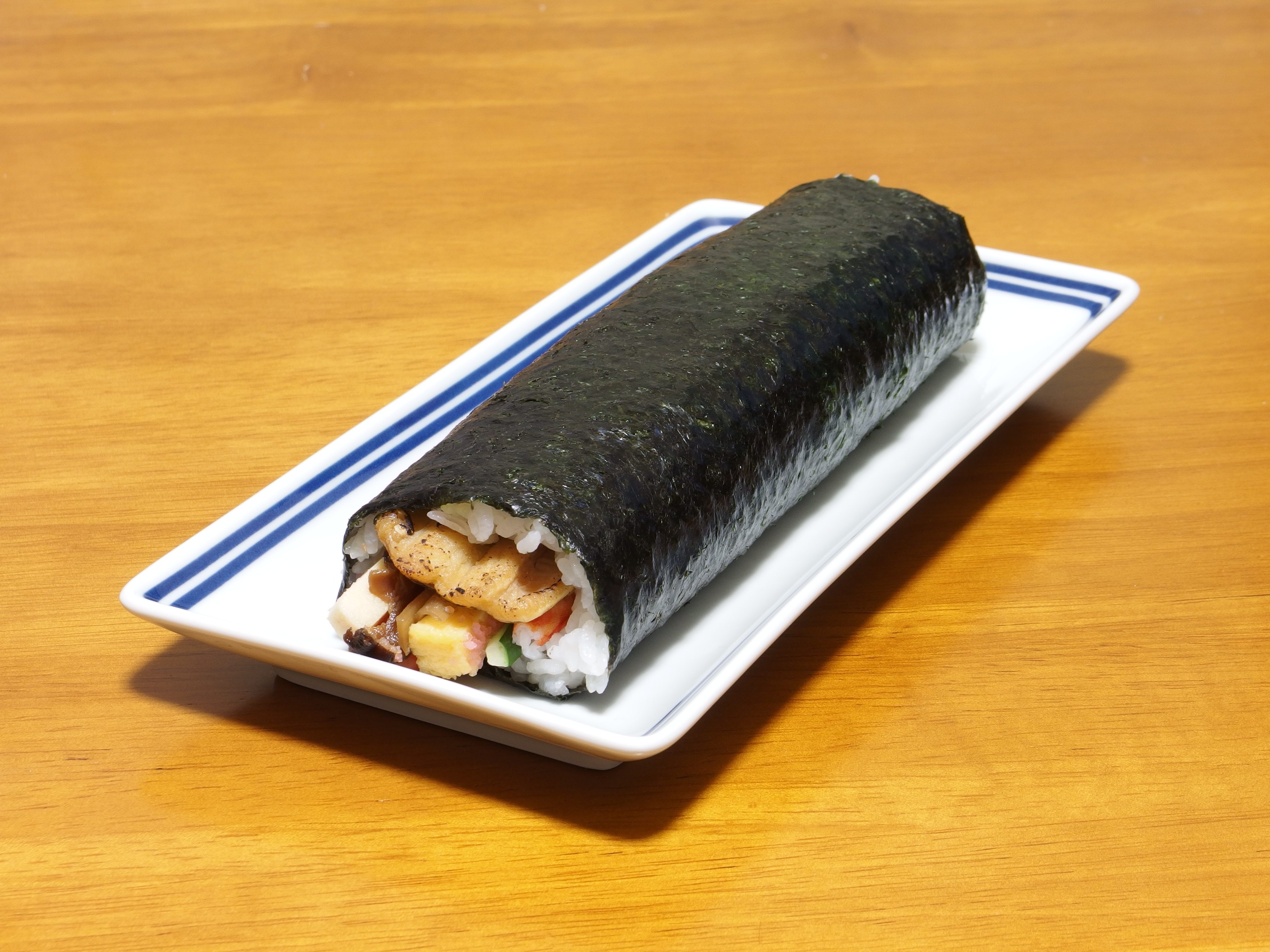
Эхо-маки (яп. 恵方巻)

## Дата празднования
Риссюн (яп. 立春) приходится на тот день, в который по японскому времени (UTC+9:00) солнечная эклиптика составляет 315 градусов. Сэцубун отмечается в предыдущий день перед риссюном. В таблице отмечены даты празднования Сэцубуна в зависимости от года.
| Года      | Остаток при делении года на 4 | Остаток при делении года на 4 | Остаток при делении года на 4 | Остаток при делении года на 4 |
| Года      | 1                             | 2                             | 3                             | 0                             |
| --------- | ----------------------------- | ----------------------------- | ----------------------------- | ----------------------------- |
| 1873—1884 | 3 февраля                     | 3 февраля                     | 3 февраля                     | 3 февраля                     |
| 1882—1900 | 2 февраля                     | 3 февраля                     | 3 февраля                     | 3 февраля                     |
| 1901—1917 | 3 февраля                     | 4 февраля                     | 4 февраля                     | 4 февраля                     |
| 1915—1954 | 3 февраля                     | 3 февраля                     | 4 февраля                     | 4 февраля                     |
| 1952—1987 | 3 февраля                     | 3 февраля                     | 3 февраля                     | 4 февраля                     |
| 1985—2020 | 3 февраля                     | 3 февраля                     | 3 февраля                     | 3 февраля                     |
| 2021—2057 | 2 февраля                     | 3 февраля                     | 3 февраля                     | 3 февраля                     |
| 2055—2090 | 2 февраля                     | 2 февраля                     | 3 февраля                     | 3 февраля                     |
| 2088—2100 | 2 февраля                     | 2 февраля                     | 2 февраля                     | 3 февраля                     |
| 2101—21?? | 3 февраля                     | 3 февраля                     | 3 февраля                     | 4 февраля                     |